# Anita Lobel
Anita Lobel, geborene Kempler, (* 2. Juni 1934 in Krakau, Polen) ist eine amerikanische Kinderbuchautorin, Illustratorin, Holocaustüberlebende und Textildesignerin polnischer Abstammung. Sie war mit dem weltbekannten Kinderbuchautor Arnold Lobel verheiratet.

## Leben
Anita Lobel, geb. Kempler, wurde in eine großbürgerlich-jüdische Patrizierfamilie geboren und hatte noch einen jüngeren Bruder. Die Familie war sehr wohlhabend und hatte mehrere Bedienstete, darunter auch ein Kindermädchen. Nach dem Überfall der Nationalsozialisten auf Polen 1939 tauchten die Eltern unter und überließen dem katholischen Kindermädchen die beiden Kinder. Diese nahm Anita und ihren Bruder unter ihren Schutz und flüchtete fast zwei Jahre lang mit den beiden Kindern durch Polen, bis sie um 1943 die Kinder in die Obhut eines Benediktinerklosters gab. Dort wurden beide von der Gestapo entdeckt und nach Auschwitz deportiert. Sie überlebten auch dank der Intervention des Schwedischen Roten Kreuzes und kamen nach dem Ende des Krieges nach Stockholm, wo sie auch ihre Eltern wiederfanden. Da sie Verwandte in den USA hatten, entschieden sich die Eltern in die USA auszuwandern, 1952 zogen sie nach New York. Obwohl sie bis zum 13. Lebensjahr unregelmäßig die Schule besucht hatte, konnte die hochbegabte Anita die High School beenden und schrieb sich an der Kunsthochschule Pratt Institute in New York ein, wo sie zunächst Design- und Schauspielkurse besuchte. Während einer Aufführung des Studententheaters, in dem sie als Schauspielerin eingesetzt war, lernte sie ihren späteren Ehemann Arnold Stark Lobel kennen, der dort ebenfalls studierte und in dem Stück Regie führte. Beide heirateten 1955.
Von 1957 bis 1964 war sie als Modedesignerin tätig. Erst 1965 veröffentlichte sie ihr erstes, eigenes Buch mit von ihr verfassten Texten und Illustrationenen Sven´s Bridge. Bis heute sind weitere zahlreiche Bücher der hochdotierten Autorin entstanden. Dabei muss man das Ehepaar Lobel als Team verstehen: Beide arbeiteten täglich von 9 Uhr bis etwa. 14 Uhr, mit kurzen Unterbrechungen für die Kinder. Dabei entstanden auch vier Bücher, die das Paar gemeinsam gestaltet und veröffentlicht hat. Ihre Kindheit in Polen, die Kriegs- und KZ-Erlebnisse, aber auch die Prägung durch schwedische, russische und französische Märchen waren ihre größten Inspirationsquellen für ihr Werk. Viele ihrer Bücher wurden in andere Sprachen übersetzt.
Als Illustratorin gestaltete sie u. a. Bücher von Charlotte Zolotow, ein Kinderbuch nach einer freien Übersetzung einer Geschichte von Theodor Storm (Little John, (Der kleine Johann)) sowie einen Gedichtband des berühmten Lyrikers Carl Sandburg.
Die Künstlerin lebt heute in New York und widmet sich ihren vielseitigen Interessen, so dem Theater, den Fremdsprachen und der Musik.

## Werke (Auswahl)
- Sven’s Bridge, New York: Harper & Row, 1965
- Potatoes, Potatoes, Harper & Row, 1967 (dt. Kartoffeln, Kartoffeln, Aarau; Frankfurt a. M.: Sauerländer, 1969; Kartoffeln hier, Kartoffeln da, Sauerländer, 1981)
- The Little Wooden Farmer, Text von Alice Dalgliesh, New York: Macmillan US, 1968 (dt. Der kleine hölzerne Bauer, Stuttgart: Urachhaus, 1987)
- Under a Mushroom, 1970 (dt. Unter einem Pilz, Sauerländer, 1973)
- A Birthday for the Princess, Harper & Row, 1973 (dt. Die Prinzessin hat Geburtstag, Sauerländer, 1975)
- King Rooster, Queen Hen, New York: Greenwillow Books, 1975 (dt. König Hahn und Königin Henne, Frankfurt a. M.: Insel-Verlag, 1977)
- How the Rooster Saved the Day, Text von Arnold Lobel, Greenwillow, 1977
- A Treeful of Pigs, Text: Arnold Lobel, Greenwillow, 1979 (dt. Ein Baum voll Schweinchen, Ravensburg: Lesen-und-Freizeit-Verlag, 1982)
- On Market Street, Text: Arnold Lobel, Greenwillow, 1981 (dt. Merkwürdige Einkäufe, Text von Franz Martin, Wien; München: Betz, 1982)
- A Rose in My Garden, Text: Arnold Lobel, Greenwillow, 1984
- The Dwarf Giant, New York: Holiday House, 1991
- No Pretty Pictures: A Child of War, New York: Greenwillow, 1998 (dt. Das Versteck auf dem Dachboden, Eine Kindheit in Polen, Zürich: Atrium-Verlag, 2000) – Memoiren ihrer Kindheit in Polen

## Auszeichnungen (Auswahl)
- Caldecott Honor (nicht Hauptpreis), 1982, für On Market Street (New York: Greenwillow Books, 1981), Text von Arnold Lobel